# La Haine, musiques inspirées du film
La Haine, musiques inspirées du film est une compilation de rap français regroupant des chansons inspirée du scénario du film La Haine pour « transformer le spectre visuel du film et amplifier la vision de La Haine ». L'album n'est donc pas la bande originale du film. Le groupe NTM, initialement prévu, n'a finalement pas souhaité participer à cet album.

## Réception
Considérée comme la « deuxième compilation importante de l’histoire du rap français après Rapattitude », elle est composée de « morceaux forts et, pour la plupart, très énervés ». IAM, sur La 25e image, propose « un rap conscient et mature » où la plume d’Akhenaton se montre « un bon cran au-dessus de celle de la plupart de ses pairs. »

## Liste des titres
(première version du 12 mai 1995)
1. Intro - 0:46
2. Ministère A.M.E.R. - Sacrifice de poulets - 3:52
3. Sens Unik - Le vent tourne - 3:51
4. IAM et Daddy Nuttea - La 25e image - 5:27[3]
5. Expression Direkt - Dealer pour survivre - 4:41 (dans le film on peut entendre le titre Mon Esprit Part En C*** !)
6. Sté Strausz - C'est la même histoire (c'est asmeuk) - 4:40
7. La Cliqua - Requiem - 5:38[4],[5],[6]
8. MC Solaar - Comme dans un film - 4:07
9. FFF - Le vague à l'arme - 3:56
10. Raggasonic - Sors avec ton gun - 3:42[7]
11. Sages Poètes de la Rue - Bons baisers du poste - 5:35
12. Assassin - L’État assassine - 6:52 (seul titre venant d'un autre album, Homicide Volontaire, et n'ayant pas été créé pour cette compilation de morceaux de rap originaux[8]

Le titre d'MC Solaar n'est plus présent dès la deuxième édition sortie en 1997 du fait d'un problème entre maisons de disques.